# ماريا كوتربسكا
ماريا كوتربسكا (13 يوليو 1924 - 18 يناير 2021) مغنية وكاتبة أغاني بولندية حظيت بشعبية خاصة في الخمسينيات والستينيات القرن العشرين، ظهرت في مجال التمثيل في عدة أعمال فنية أشهرها فيلم كوميدي إيرينا، اذهبي للمنزل! عام 1955، توفيت في 18 يناير 2021 في بيلسكو بياوا عن عمر يناهز 96 عامًا، وكان سبب الوفاة عدوى عامة في جسد المغنية التي كانت تعاني من مرض السرطان. أقيمت الجنازة الرسمية في 22 يناير 2021، ودُفنت بجانب زوجها في مقبرة رعية القديس بطرس. نيكولاس في بيلسكو بياوا، جرونوالدزكا.